# Sheboygan (Wisconsin)
Sheboygan (en anglais [ʃɪˈbɔɪɡən]) est une ville américaine, siège du comté de Sheboygan, dans l’État du Wisconsin, aux États-Unis. Sa population s’élevait à 49 288 habitants lors du recensement de 2010, estimée à 48 180 habitants en 2018.

## Géographie
La ville est située sur le lac Michigan, à l'embouchure de la Sheboygan River, à 81 km au nord de Milwaukee et à 103 km au sud de Green Bay.

## Histoire
Sheboygan a été fondée par des immigrants allemands en 1846, et cela fit d'emblée sa réputation.  Ainsi, le 25 juin 1849, le commandant américain W. Williams notait dans son journal : « Viens d'arriver par le Wisconsin à Sheboigin [sic], petite ville de peut-être 700 à 1 000 habitants. L'endroit est prometteur. Il y a beaucoup d'Allemands des classes aisées qui s'installent par ici. C'est au bord du lac et pour l'instant ça a l'air d'être un coin intéressant. »

## Sports
Sheboygan a accueilli dans les années 1950 le club de basket-ball des Redskins de Sheboygan.

## Personnalités liées à la ville
- Le groupe féminin The Chordettes était originaire de Sheboygan.
- Beau Hoopman (1980-), champion olympique en aviron, avec le huit américain, en 2004.

## Jumelages
- Esslingen am Neckar (Allemagne)
- Tsubame (Japon)

## Source
- (en) Cet article est partiellement ou en totalité issu de l’article de Wikipédia en anglais intitulé « Sheboygan, Wisconsin » (voir la liste des auteurs).

1. ↑  D'après J. E. Leberman, « One Hundred Years of Sheboygan, 1846–1946, ».
2. ↑  D'après William Williams, « Major William Williams' Journal of a Trip to Iowa in 1849 », Annals of Iowa, 4e série, no 7,‎ 1920 : « Arrived at Sheboigin  [sic] on the Wisconsin side, a small town population perhaps from 700 to 1000. This is a promising place. There are a great many best class of Germans settling around it. Tis all along the lake so far quite an interesting country. »
3. ↑  (en) « Population and Housing Unit Estimates » (consulté le 18 juillet 2019)
4. ↑  (en) « Census of Population and Housing », Census.gov (consulté le 4 juin 2015)